# 拉尼斯卡特
拉尼斯卡特（法語：Laniscat，法語發音：[laniskat]）是法国阿摩尔滨海省的一个旧市镇，位于该省南部，属于甘冈区。2017年1月1日，拉尼斯卡特和相邻的另外2个市镇合并为新市镇布拉韦河畔邦勒波（Bon Repos sur Blavet），并为该市镇的政府驻地。

## 地理
拉尼斯卡特（48°14'30"N, 3°7'24"W）面积24.21 平方千米，位于法国布列塔尼大區阿摩尔滨海省，该省份为法国西北部沿海省份，位于布列塔尼半岛北部，北濒大西洋英吉利海峡，西接菲尼斯泰尔省，南至莫尔比昂省，东临伊勒-维莱讷省。
与拉尼斯卡特接壤的市镇（或旧市镇、城区）包括：古阿雷克、普莱洛夫、普吕叙利安、圣热尔旺、圣特雷菲娜、圣伊若。

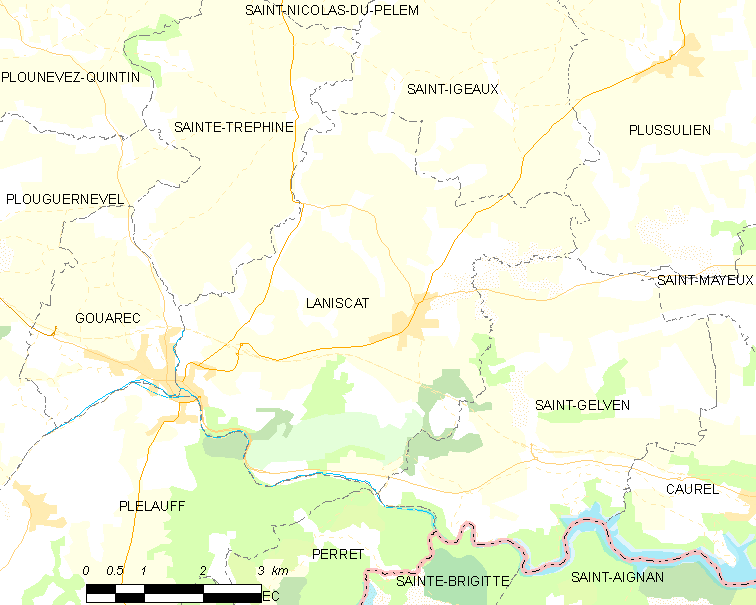
拉尼斯卡特的OSM定位图

拉尼斯卡特的时区为UTC+01:00、UTC+02:00（夏令时）。

## 行政
拉尼斯卡特的邮政编码为22570，INSEE市镇编码为22107。

## 政治
拉尼斯卡特所属的省级选区为罗斯特勒南县。

## 人口

1962-2008年间拉尼斯卡特人口变化图示

拉尼斯卡特于2018年1月1日时的人口数量为767人。